# Opel Combo
Opel Combo – samochód osobowo-dostawczy typu kombivan klasy aut miejskich, a następnie klasy kompaktowej produkowany przez koncern Opel od 1993 roku. Od 2018 roku wytwarzana jest czwarta generacja pojazdu.

## Pierwsza generacja

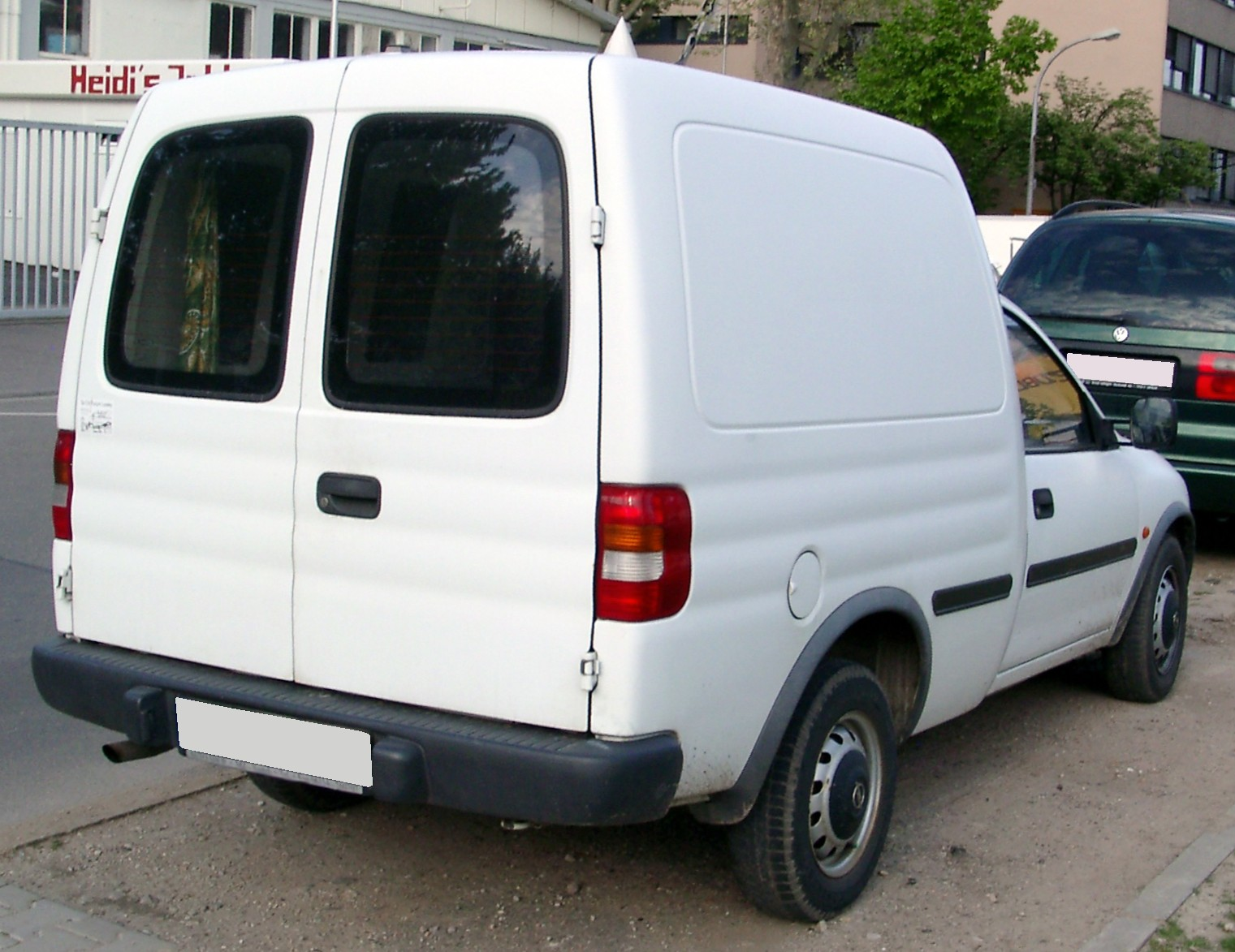
Opel Combo B – tył

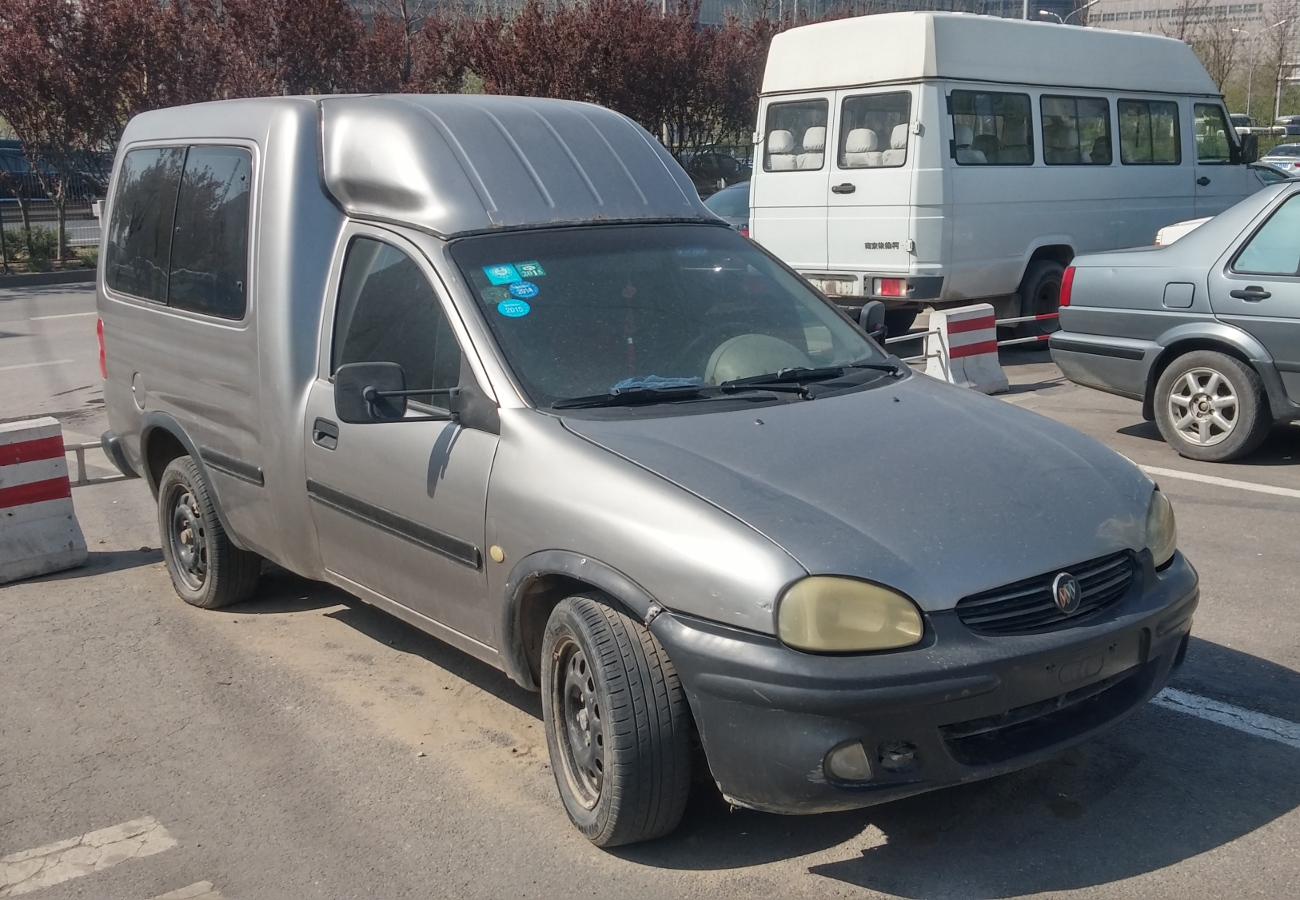
chiński Shanghai Auto Saibao

Opel Combo I został zaprezentowany po raz pierwszy w 1993 roku.
Oficjalna premiera modelu odbyła się w październiku 1993 roku. Bazuje on na płycie podłogowej Opla Corsy B, z którą dzieli też projekt przedniej części nadwozia (do słupka B). Pozostałą część karoserii stanowi podwyższona i poszerzona kabina ładunkowa o szerokości umożliwiającej zmieszczenie europalety. Combo B posiada symetryczne, podwójne drzwi z tyłu z możliwością blokady po otwarciu pod kątem 90°.
W 1995 roku przedstawiono 5 osobową odmianę Combo Tour, która była odpowiedzią na rosnącą popularność kombivanów. Nie miał on jednak dodatkowych drzwi z tyłu – różnił się jedynie obecnością okien oraz trzyosobowej kanapy w przestrzeni ładunkowej.
Mimo że docelowym rynkiem sprzedaży Combo była Europa, koncern General Motors sprzedawał go również w Chile (również jako Chevrolet Combo), Australii i Nowej Zelandii (pod marką Holden) i Chinach (jako Shanghai GH Sabre).
Produkcja auta odbywała się w fabryce Opla w mieście Azambuja w Portugalii.

### Silniki
| Parametr                                | Jednostki   | Jednostki   | Jednostki   | Jednostki   | Jednostki     |
| --------------------------------------- | ----------- | ----------- | ----------- | ----------- | ------------- |
| Nazwa                                   | 1.2         | 1.4i        | 1.4         | 1.4i        | 1.7D          |
| Typ silnika                             | SOHC        | SOHC        | SOHC        | SOHC        | SOHC          |
| Pojemność silnika (cm³)                 | 1195        | 1389        | 1389        | 1389        | 1686          |
| Moc (KW(KM) przy obr. na min.)          | 33(45)/5000 | 44(60)/4600 | 60(82)/5800 | 66(90)/6000 | 44(60)/4400   |
| Moment obrotowy (Nm przy obr. na min.)  | 88/2400     | 103/2800    | 113/3400    | 125/4000    | 165/1800      |
| Paliwo                                  | Benzyna     | Benzyna     | Benzyna     | Benzyna     | Olej napędowy |
| Prędkość maksymalna (km/h)              | b.d.        | 143         | b.d.        | b.d.        | 143           |
| Przyspieszenie 0–100 km/h (w sekundach) | b.d.        | 18,5        | b.d.        | b.d.        | 19,5          |
| Czas produkcji                          | 1994–2000   | 1996–2000   | 1994–2000   | 1994–1996   | 1996–2001     |

## Druga generacja

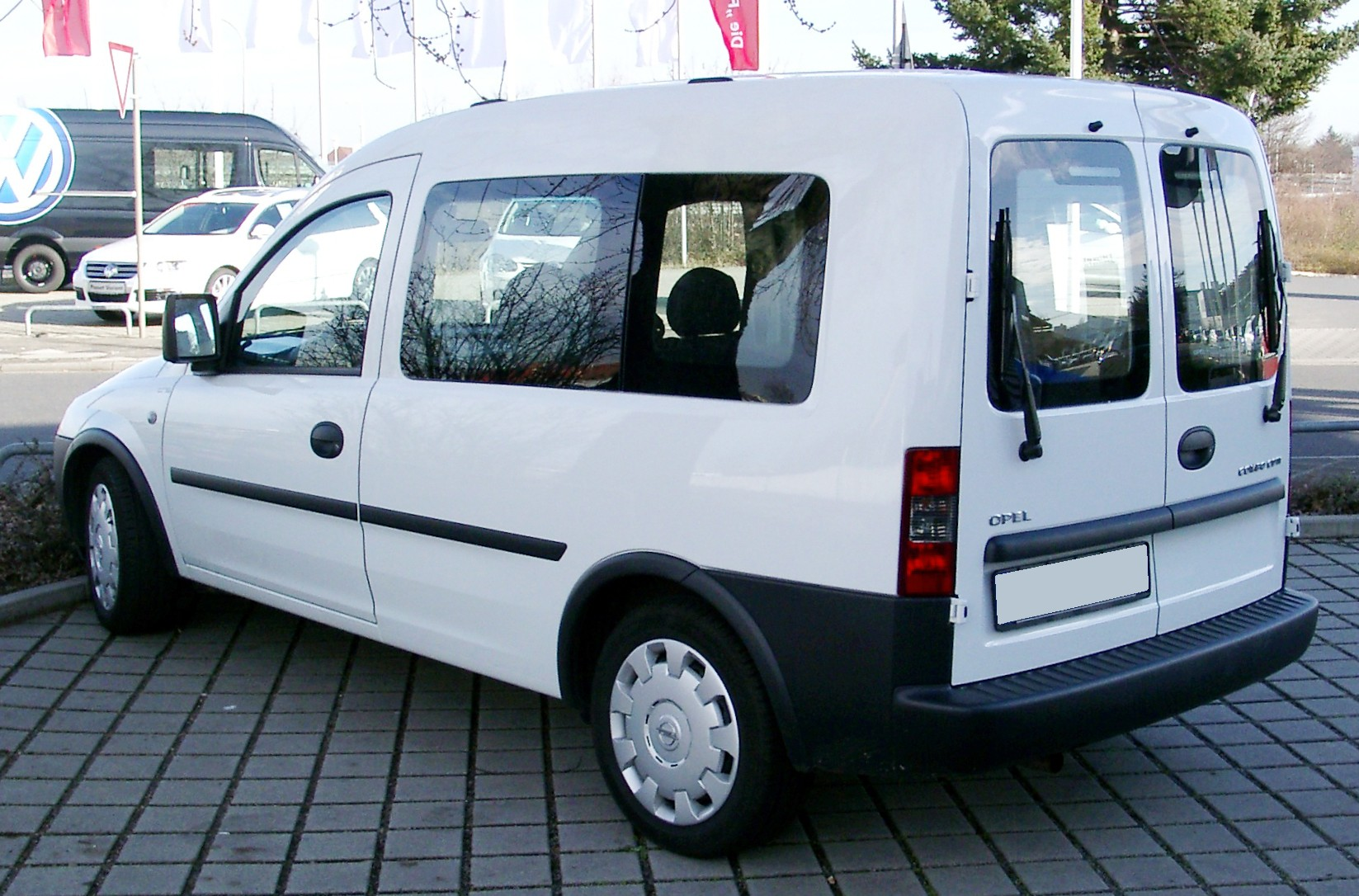
Opel Combo C – tył

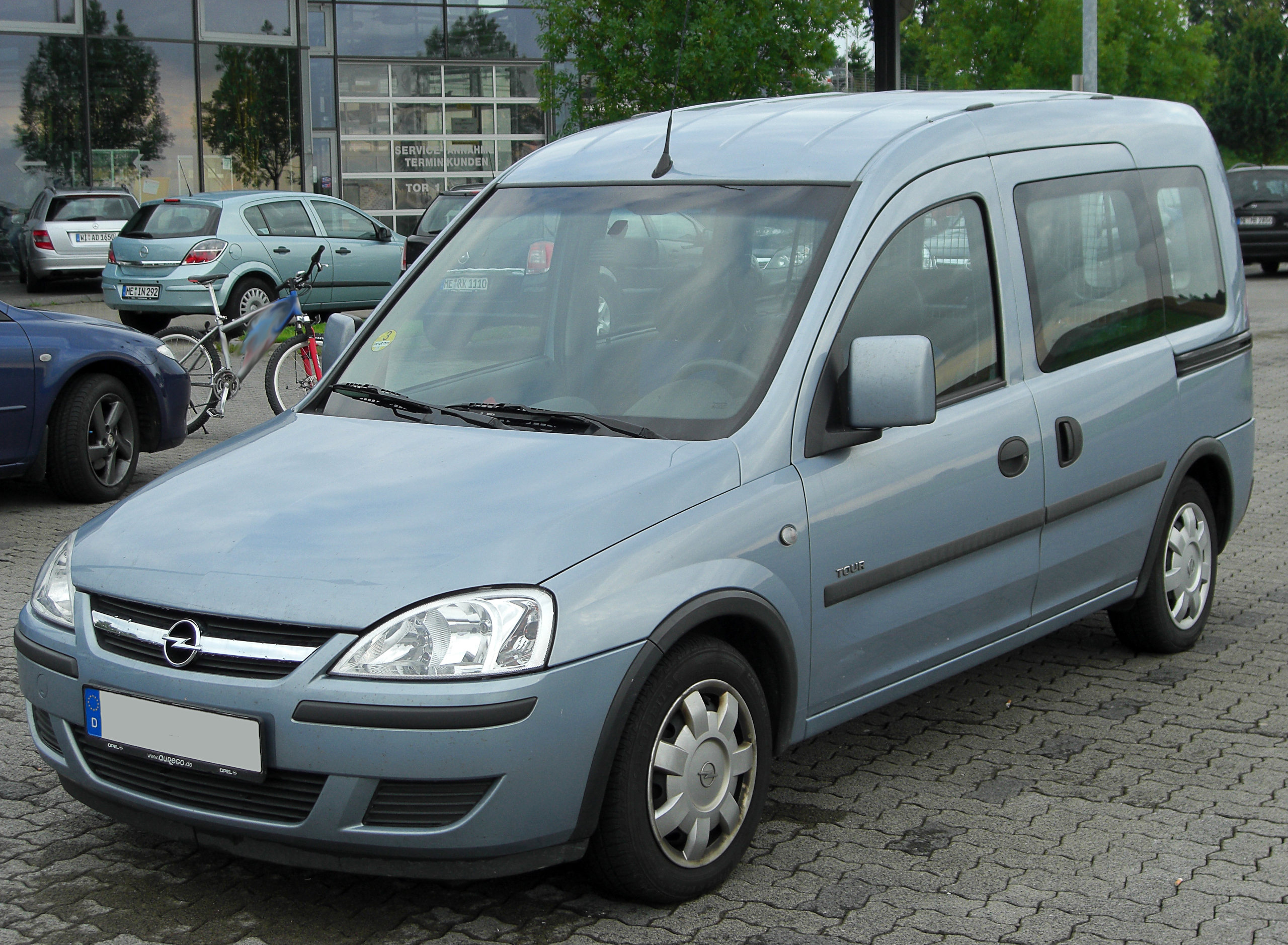
Opel Combo C po liftingu

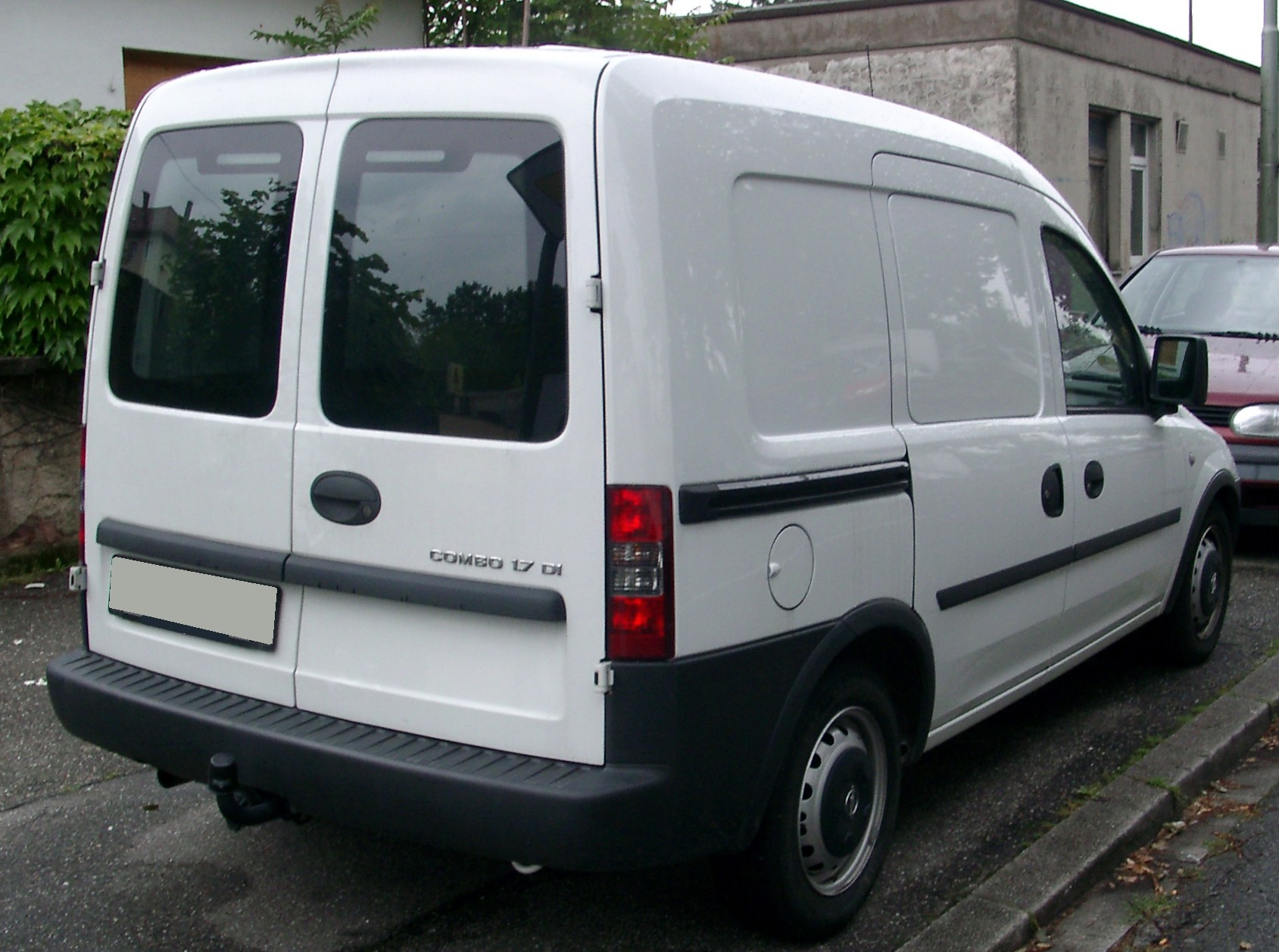
Opel Combo C w wersji dostawczej

Opel Combo II – podobnie jak poprzednia generacja Combo oparty jest na Oplu Corsie III. W 2003 roku auto przeszło facelifting.

### Silniki
- 1.3
- 1.4 I4 16V DOHC TWINPORT ECOTEC
- 1.6 I4 8V SOHC Ecotec
- 1.6 I4 16V DOHC CNG Ecotec
- 1.3 I4 16V DOHC CDTI
- 1.7 I4 16V DOHC DI 65 KM (48 kW)
- 1.7 I4 16V DOHC DTI 75 KM (55 kW)
- 1.7 I4 16V DOHC CDTI o mocy 100 KM (75 kW)

### Wersje
- Arizona
- CNG
- Tour
- Sport
- Tramp

## Trzecia generacja

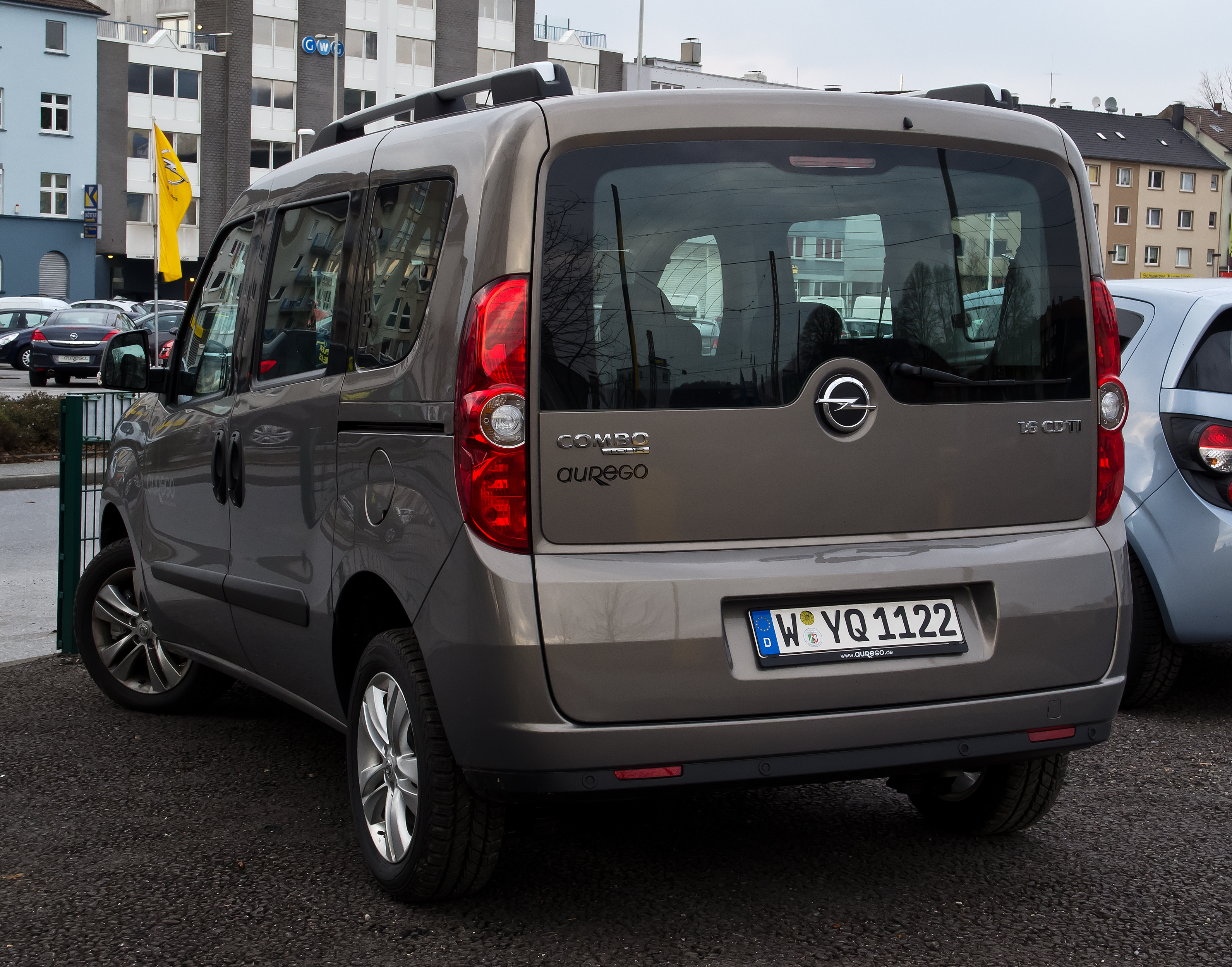
Opel Combo D – tył

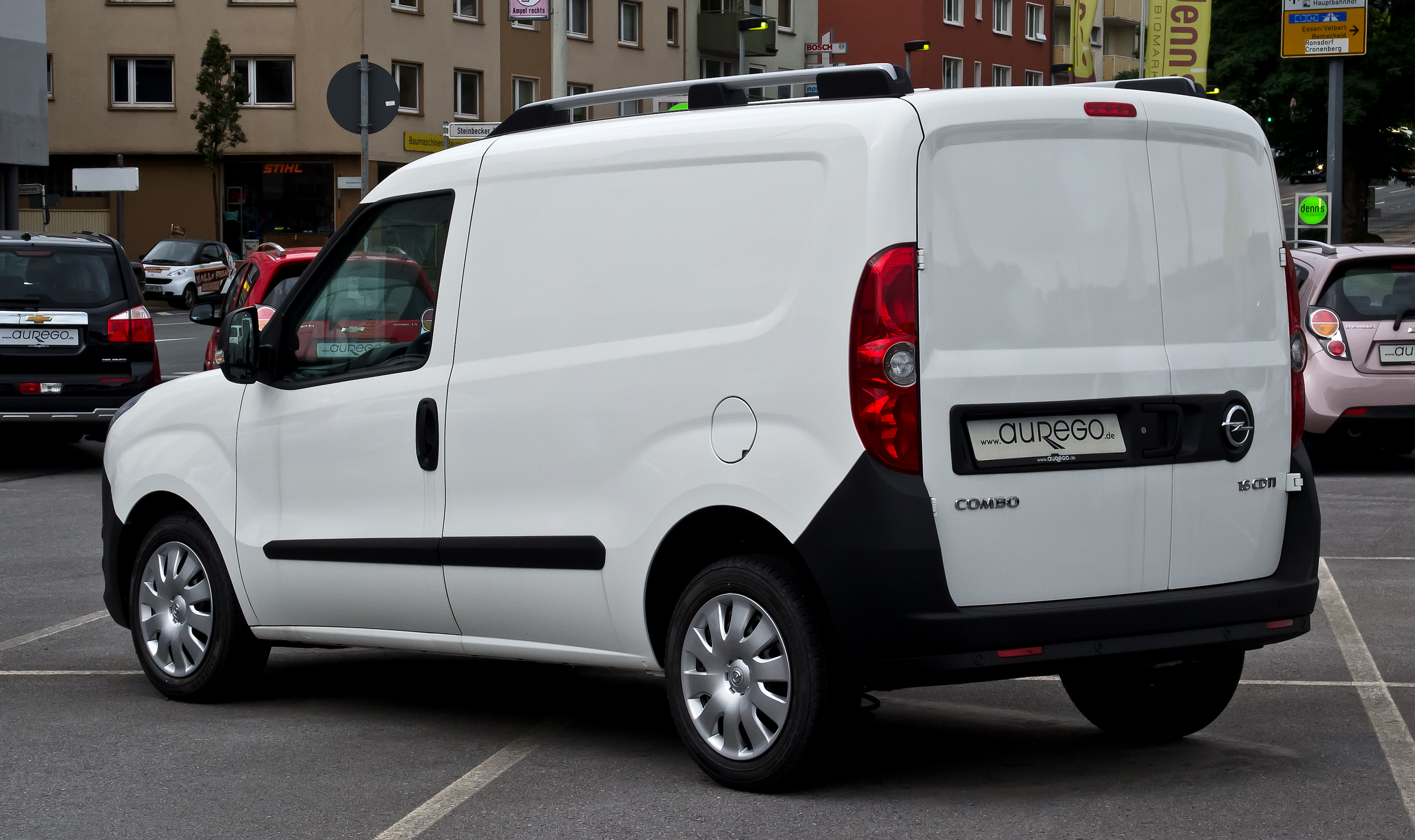
Opel Combo D w wersji dostawczej

Opel Combo III – zaprezentowany podczas targów motoryzacyjnych we Frankfurcie w połowie 2011 roku jako bliźniacza odmiana Fiata Doblò II, od którego różni się atrapą chłodnicy i zderzakiem.
Wersje wyposażeniowe:
- Tour
  - Enjoy
  - Cosmo

- Van
  - Van
  - Tour Van

Wyposażenie podstawowej wersji Van obejmuje m.in. poduszkę powietrzną kierowcy, elektrycznie regulowane szyby przednie, ABS, wspomaganie układu kierowniczego, instalację przygotowującą do montażu radia, pełnowymiarowe koło zapasowe, czy też 16-calowe felgi stalowe.
Wersja Tour Van została dodatkowo wyposażona m.in. w fotele kierowcy i pasażera z pełną regulacją oparcia, tylną kanapę składaną w proporcjach 40/60, prawe i lewe drzwi przesuwane z otwieranymi oknami dla drugiego rzędu siedzeń, kołpaki kół, a także dodatkowe gniazdo 12V w przestrzeni bagażowej.

## Czwarta generacja

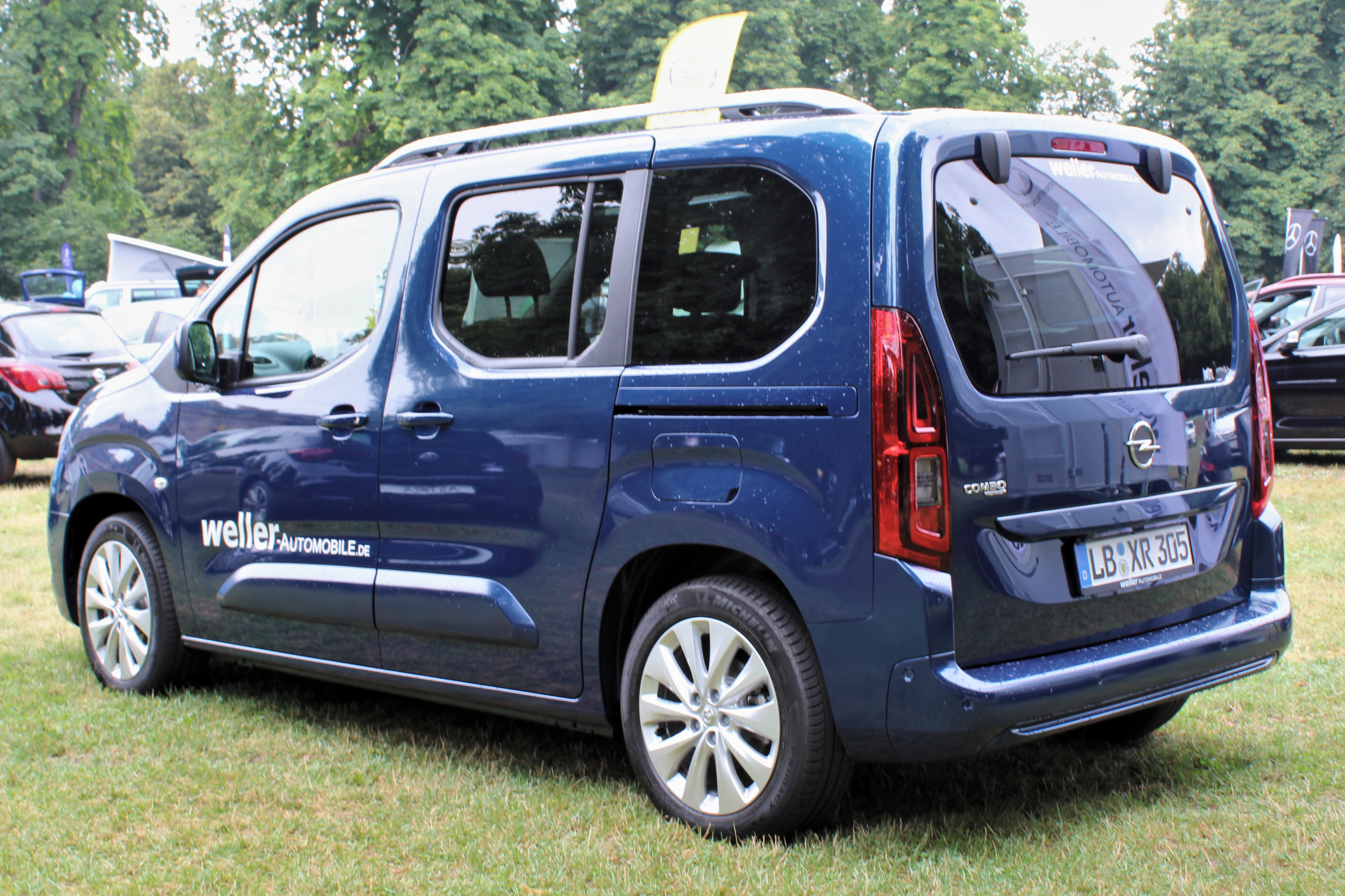
Opel Combo E Life – tył

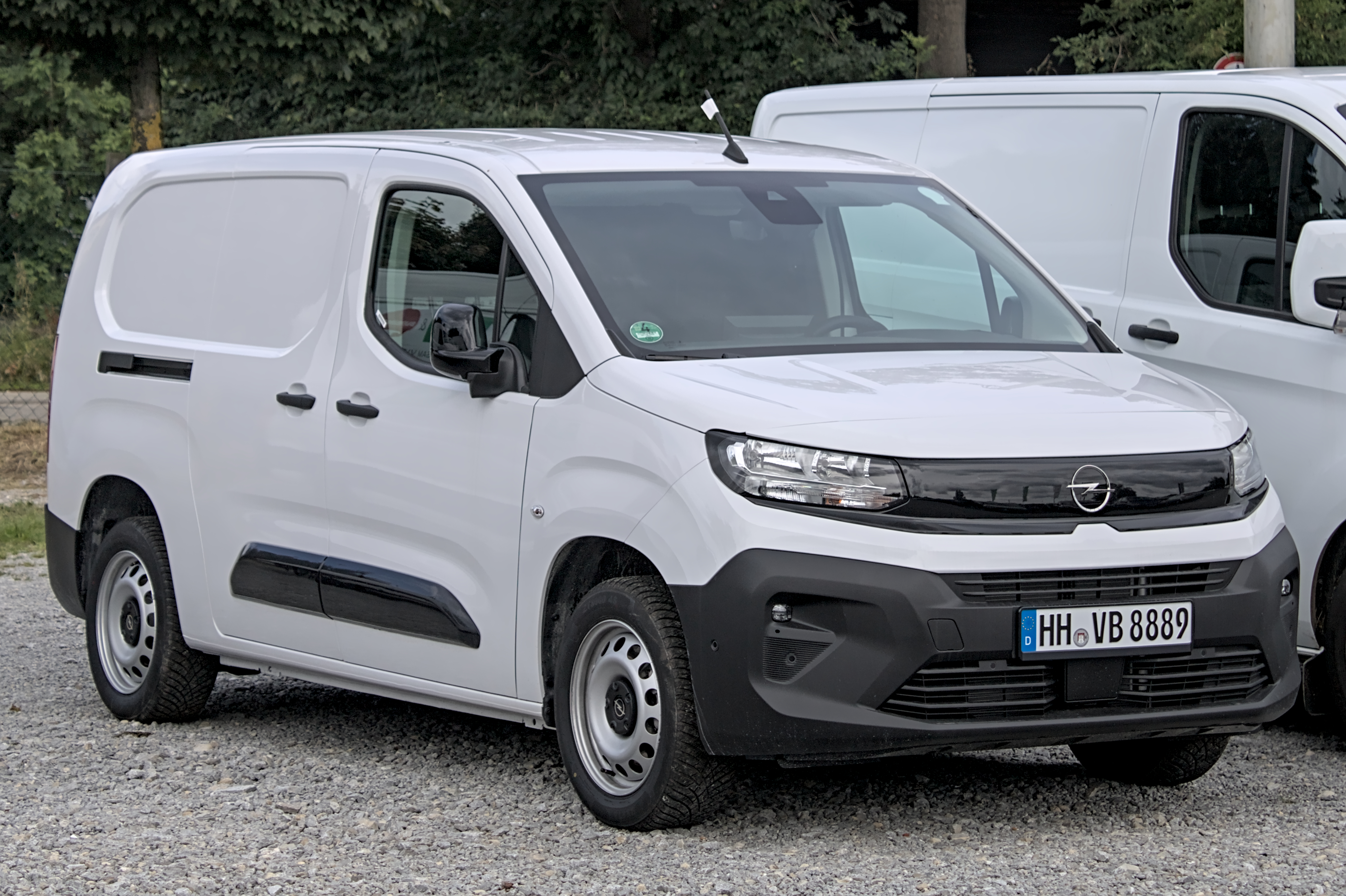
Opel Combo E po liftingu

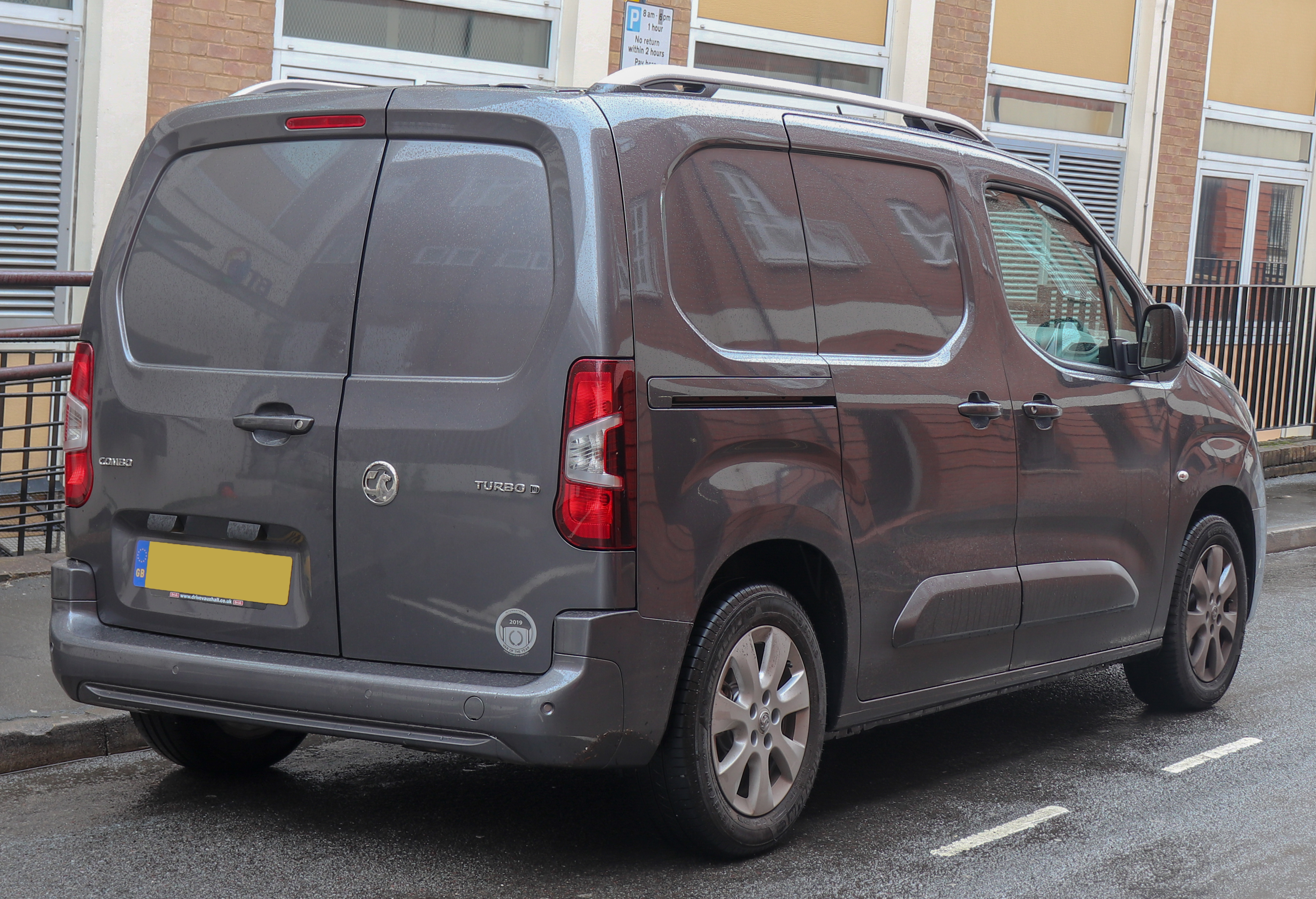
Opel Combo E w wersji dostawczej

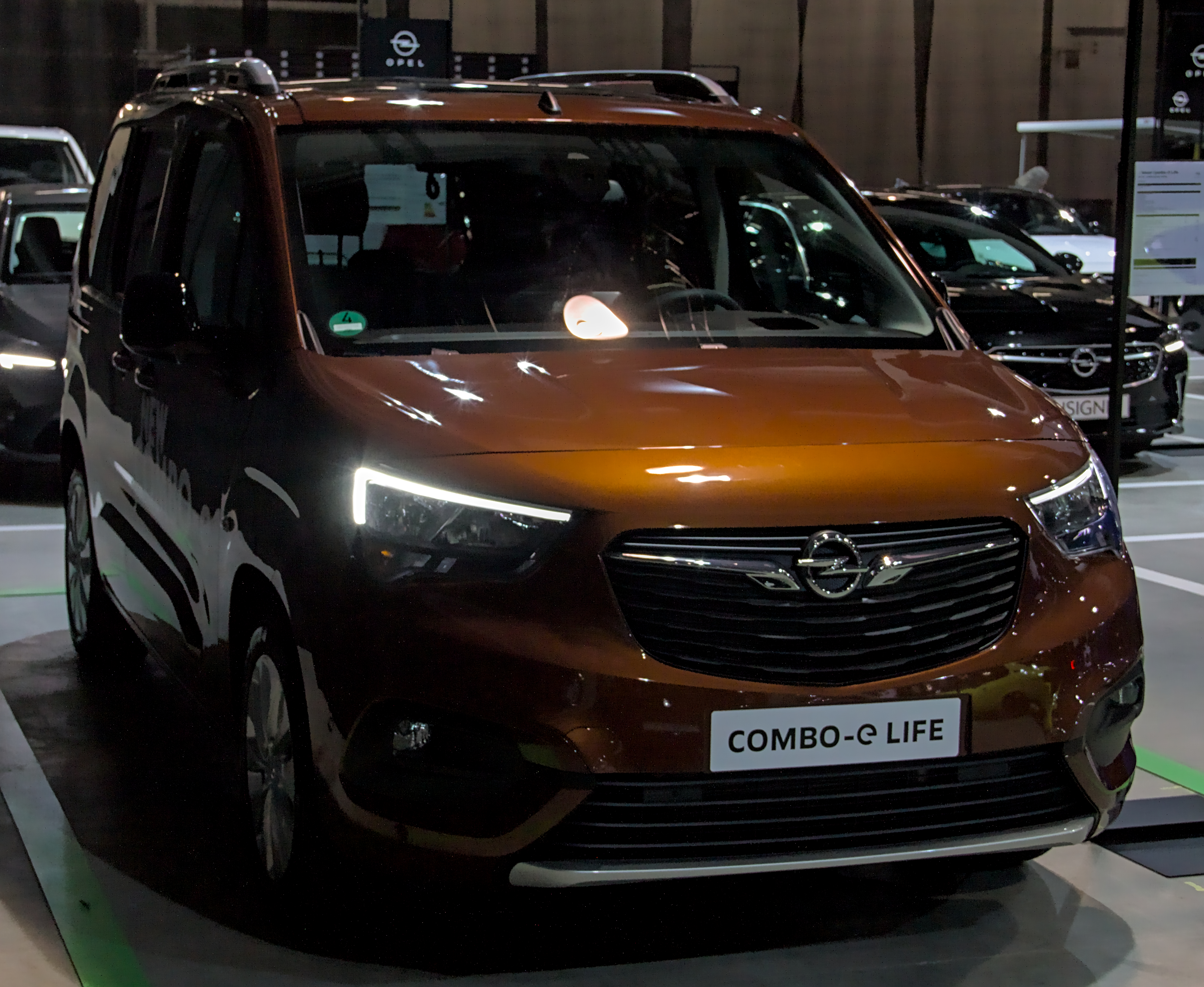
Opel Combo-e Life

Opel Combo IV został zaprezentowany po raz pierwszy w marcu 2018 roku.
Czwarta generacja Opla Combo zadebiutowała na Geneva Motor Show w 2018 roku. Samochód zyskał zupełnie nową koncepcję w stosunku do poprzedników, nie będąc już ani zmodyfikowaną Corsą, ani bliźniakiem modelu Fiata. Nowe Combo jest większe i obszerniejsze w środku. Po raz pierwszy dostępne jest aż w trzech wariantach długości, z czego najdłuższy wariant umożliwia przewiezienie aż 7 osób na pokładzie.
Combo czwartej generacji dostępne jest zarówno w wersji dostawczej, jak i osobowej. Wariant osobowy ma w nazwie dodatkowy człon Life i pozycjonowany jest w gamie jako rodzinny model w miejscu, który dotychczas zajmowała Zafira.
Combo E dostępne jest w sprzedaży od drugiej połowy 2018 roku. Ponieważ Opel od 2017 roku należy do koncernu PSA Peugeot Citroen, samochód opracowano po raz pierwszy jako bliźniaczą konstrukcję wobec Citroena Berlingo i Peugeota Partnera/Rifter. Co ciekawe, od 2019 roku wytwarzany jest jeszcze czwarty bliźniak – Toyota ProAce City. Od 2021 roku samochód jest dostępny w wersji elektrycznej.

### Lifting
Jesienią 2023 roku samochód przeszedł modernizację. W aucie zastosowano charakterystyczny dla marki pas przedni Opel Vizor. Dodatkowo odświeżono kokpity z kolorowymi ekranami dotykowymi o przekątnej do 10 cali.